# Марцаль
Ма́рцаль (венг. Marcal) — река в Венгрии, правый приток реки Раба. Длина реки — 95 км. Площадь водосборного бассейна — 3084 км².
Исток находится у деревень Шюмегпрага и Ньирад на западном склоне гор Баконь близ города Шюмег в медье Веспрем. У деревни Укк выходит на низменность Кишальфёльд (Среднедунайскую низменность), над которой возвышаются горы вулканического происхождения Шаг (279 м) и Шомло (431 м). Течёт на север по искусственному руслу (каналу). У деревни Кюльшёват поворачивает на северо-восток. У Марцальтё подходит близко к Рабе и далее течёт параллельно. Впадает в Рабу близ её устья, у города Дьёр.
Правые притоки: Торна, Геренце, Хайягош, Битва
На высоких террасах долины реки Марцаль известна плотная сеть поселений фазы Кестхей неолитической культуры линейно-ленточной керамики.
Река Марцаль дала название римскому городу Мурселла (лат. Mursella) близ современной деревни Морицхида.

## Экологическая катастрофа
4 октября 2010 произошла авария на глинозёмном заводе в Айке. Из-за обрушения дамбы шламохранилища произошёл выброс жидкого красного шлама объёмом около 700000 м³. Шлам разлился на территории около 40 км², попал в реку Торна, приток реки Марцаль и затопил несколько зданий в деревне Колонтар и городе Девечер. Погибли 10 человек, нанесён значительный материальный ущерб.
Это самый крупный задокументированный выброс красного шлама в поверхностный водный объект. Ключевым компонентом красного шлама является NaOH, который не считается опасным веществом в концентрациях, в которых он присутствовал на шламохранилище в Айке. Однако сильнощелочной шлам с высоким содержанием солей и металлов (Al, As, Cr, Na, V) оказал серьёзное немедленное воздействие на окружающую среду. Биологические исследования выявили влияние красного шлама на развитие растений, продуценты, почвенную биоту и генотоксическое действие ванадия на высшие растения.
Пострадали реки Торна, Марцаль, Раба и Мошони-Дуна.
Правительство Венгрии инвестировало 38 млн форинтов (около 127 млн евро) в ликвидацию разлива, реконструкцию и последующую экологическую реабилитацию. Немедленные меры включали дозирование кислоты у источника разлива, добавление около 10 000 т гипса в пострадавшие реки и строительство защитных дамб для стимулирования буферизации вод и седиментации. Более долгосрочные меры включали в себя углубление дна и удаление красного шлама из пострадавших пойменных территорий. В течение года после катастрофы также проводился обширный мониторинг со стороны регулирующих органов.
Из-за физической природы разлитого материала (мелкодисперсная пыль, которая поддаётся транспортировке вниз по течению) и обширных восстановительных работ, предпринятых на пострадавших участках произошло быстрое восстановление пострадавших рек.
Однако исследования выявили сохранение высоких концентраций As и Ni в водной толще в течение двух лет после катастрофы.